# آلفرد فیری
آلفرد فیری (انگلیسی: Alfred Phiri؛ زادهٔ ۲۲ ژوئن ۱۹۷۴) یک بازیکن فوتبال اهل آفریقای جنوبی است.
وی همچنین در تیم ملی فوتبال آفریقای جنوبی بازی کرده‌است.